# Peter Reid
Peter Reid (Huyton, 20 giugno 1956) è un ex calciatore e allenatore di calcio inglese, di ruolo centrocampista.

## Palmarès

### Giocatore

#### Club

##### Competizioni nazionali
- Coppa d'Inghilterra: 1

Everton: 1983-1984
- Charity Shield: 4

Everton: 1984, 1985, 1986, 1987
- Campionato inglese: 2

Everton: 1984-1985, 1986-1987

##### Competizioni internazionali
- Coppa delle Coppe: 1

Everton: 1984-1985

#### Individuale
- Giocatore dell'anno della PFA: 1

1985